# 愛德華·威廉·雷恩

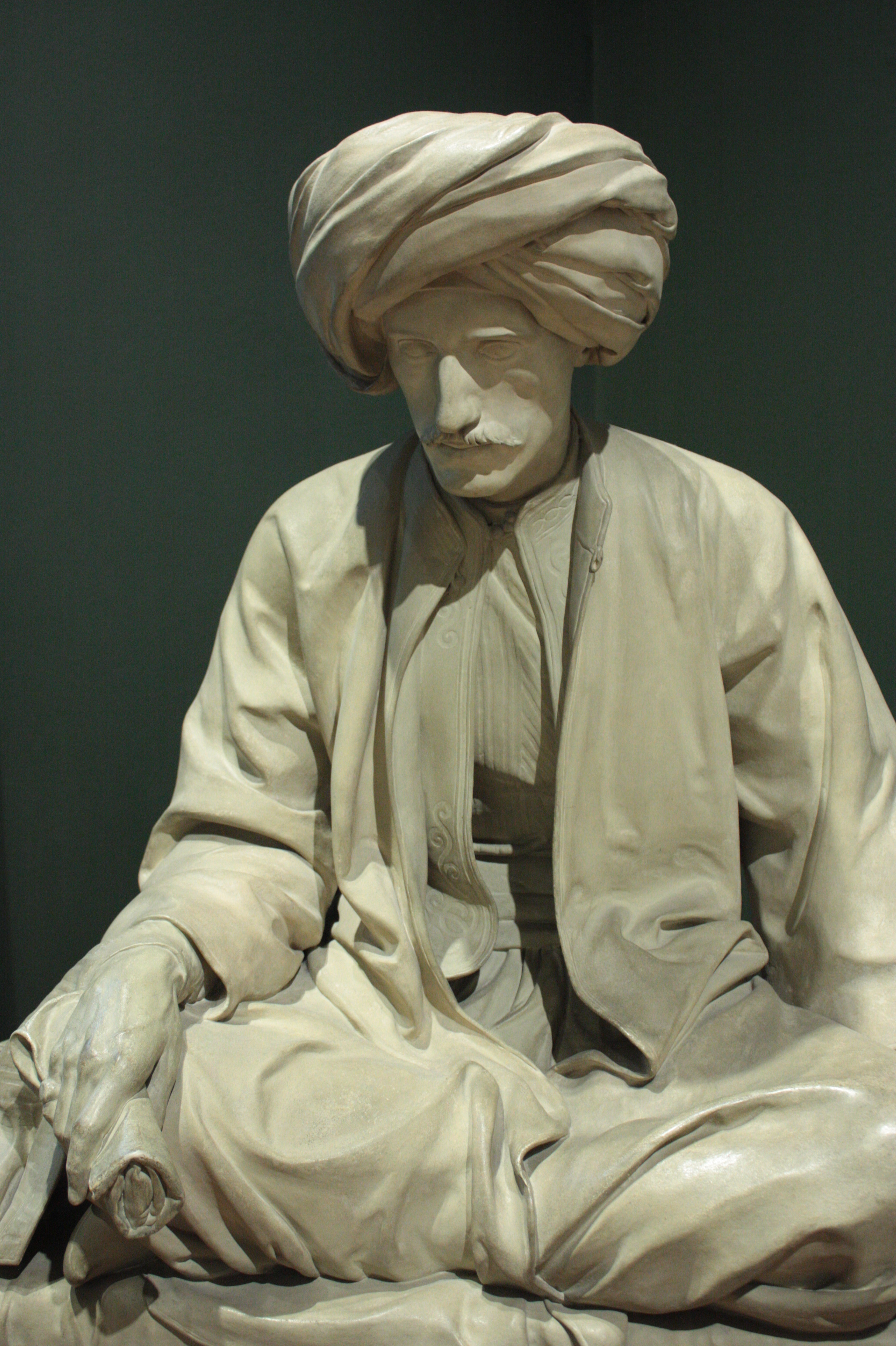
愛德華·威廉·雷恩

爱德华·威廉·雷恩（1801年9月17日 - 1876年8月10日）是一位英国东方学家、翻译家和辭書學學者。他會阿拉伯語，並且將一千零一夜和古兰经翻译成英文。 愛德華·威廉·雷恩還研究了古埃及並且寫了一本有關古埃及的書。 